# Jigdal
Jigdal (hebräisch יִגְדַּל אֱלֹהִים חַי ‚Groß ist (der lebendige Gott)‘) ist ein jüdischer Hymnus,  in dem die dreizehn Glaubensgrundsätze des Judentums zu finden sind.

## Entstehung
Im mittelalterlichen Orient kam es zu missionarischen Angriffen muslimischer Gelehrter auf das Judentum. Um sich damit auseinanderzusetzen, formulierte Moses ben Maimon dreizehn Glaubensartikel, in denen er Kernaussaugen des Judentums zusammenfasste. Er veröffentlichte sie in seinem Mischnakommentar zum Traktat Sanhedrin. In einer lyrischen Version gingen diese dreizehn Glaubensartikel als „Jigdal“ in den jüdischen Gottesdienst ein. Die Benennung erfolgte nach dem ersten Wort.
Das Jigdal fand in die sephardischen und z. T. auch aschkenasischen Gebetbücher Eingang und wird in den jeweiligen rituellen Traditionen zu verschiedenen Anlässen rezitiert, u. a. zusammen mit Adon Olam bei der Eröffnung zu den Gottesdiensten zum Morgengebet (Schacharit) und Abendgebet (Maariw). Ein früher Beleg der Rezeption ist ein Siddur aus Krakau von 1578.

## Inhalt
An den Beginn setzte Moses ben Maimon „die Existenz Gottes, seine Einheit, Unkörperlichkeit, Ewigkeit und Gott als alleinigen Adressaten der Verehrung“. Danach folgen „die auf das Wesen der Tora bezogenen Prinzipien: der Glaube an die Prophetie, an Mosche als den höchsten Propheten, die Akzeptanz der Göttlichkeit der Tora sowie die Ewigkeit und Unveränderlichkeit der Tora“. Zu Ende folgen endzeitliche Aussagen: wie die „Lehre von Lohn und Strafe nach dem Tod, der Glaube an das Kommen des Messias und die Auferstehung der Toten“.

## Form
Die poetische Dichtung ist metrisch gebaut, hat durchgehenden Reim. Inhaltlich ist sie eine Wiedergabe der „Grundlehren“ bzw. „Glaubensartikel“ ('iqqarim), die von Moses ben Maimon formuliert wurden.
Es existieren mehrere Melodien, die verbreitetste wird Meyer Leoni (ca. 1740–1800) zugeschrieben, der vermutlich Elemente früherer jüdischer und slawischer Volkslieder verarbeitete. 1843 wurde für eine jüdische Konfirmationsfeier auch die Melodie von „O du fröhliche“ nach Johannes Daniel Falk zugrunde gelegt.

## Text und Übersetzung
| - .יִגְדַּל אֱלֹהִים חַי וְיִשְׁתַּבַּח – :נִמְצָא וְאֵין עֵת אֶל מְצִיאוּתוֹ - .אֶחָד וְאֵין יָחִיד כְּיִחוּדוֹ – :נֶעְלָם וְגַם אֵין סוֹף לְאַחְדּוּתוֹ - .אֵין לוֹ דְּמוּת הַגּוּף וְאֵינוֹ גוּף – :לֹא נַעֲרוֹךְ אֵלָיו קְדֻשָּתוֹ - .קַדְמוֹן לְכָל דָּבָר אֲשֶׁר נִבְרָא – רִאשׁוֹן :וְאֵין רֵאשִׁית לְרֵאשִׁיתוֹ - .הִנּוֹ אֲדוֹן עוֹלָם לְכָל(וְכָל) נוֹצָר – :יוֹרֶה גְּדֻלָּתוֹ וּמַלְכוּתוֹ - .שֶׁפַע נְבוּאָתוֹ נְתָנוֹ – :אֶל אַנְשֵׁי סְגֻלָּתוֹ וְתִפְאַרְתּוֹ - .לֹא קָם בְּיִשְׂרָאֵל כְּמשֶׁה עוֹד – :נָבִיא וּמַבִּיט אֶת תְּמוּנָתוֹ - .תּוֹרַת אֱמֶת נָתַן לְעַמּוֹ אֵל – :עַל יַד נְבִיאוֹ נֶאֱמַן בֵּיתוֹ - .לֹא יַחֲלִיף הָאֵל וְלֹא יָמִיר דָּתוֹ – :לְעוֹלָמִים לְזוּלָתוֹ - .צוֹפֶה וְיוֹדֵעַ סְתָרֵינוּ – :מַבִּיט לְסוֹף דָּבָר בְּקַדְמָתוֹ - .גּוֹמֵל לְאִישׁ חֶסֶד כְּמִפְעָלוֹ – :יִתֵּן לְרָשָׁע רָע כְּרִשְׁעָתוֹ - .יִשְׁלַח לְקֵץ יָמִין מְשִׁיחֵנוּ – :לִפְדּוֹת מְחַכֵּי קֵץ יְשׁוּעָתוֹ - .מֵתִים יְחַיֶּה אֵל בְּרֹב חַסְדּוֹ – :בָּרוּךְ עֲדֵי עַד שֵׁם תְּהִלָּתוֹ | 1. Der lebendige Gott werde erhöht und gelobt, er besteht – seine Existenz wird durch die Zeit nicht beschränkt 2. Er ist einmal und einzigartig – und es gibt kein Wesen, das so einmalig und einzigartig ist wie er – Unergründlich und unendlich ist seine Einmaligkeit; 3. Er hat weder einen Körper noch ist er körperlich – seine Heiligkeit ist unvergleichbar 4. Er ist der Vorgänger eines jeden Wesens, das erschaffen wurde – er ist das Erste, das da war, und nichts geht ihm vor 5. Schau an! Er ist der Baumeister des Weltalls – Jedes Wesen demonstriert Seine Größe und Seine Souveränität; 6. Er gewährte seinen Einfluss der Prophezeiung – seinem hochgeschätzten, herrlichen Volk; 7. In Israel wird niemand wieder wie Moses sein – ein Prophet, der Seine Vision klar wahrgenommen hat; 8. Gott schenkte seinem Volk die Lehre (Tora) der Wahrheit – mittels Seines Propheten, dem er am meisten aus seinem Haus vertraute; 9. Gott wird weder sein Gesetz ändern noch berichtigen – auch nicht wegen eines anderen Gottes und niemals 10. Er prüft und kennt unsere verborgensten Geheimnisse – Er nimmt das Resultat einer Sache von Anfang an wahr; 11. Er belohnt den gütigen Menschen gemäß seinen Taten – Er belegt den Bösen gemäß seiner Boshaftigkeit mit Übel; 12. Am Ende der Tage wird Er unseren Erlöser schicken – um diejenigen zu erlösen, die sich danach sehnen; 13. Gott wird die Toten in Seiner reichlichen Güte wieder zum Leben erwecken – Selig ist für immer Sein gelobter Name. |

## Akzeptanz
Nach dem Glossar der Jüdischen Allgemeinen akzeptieren heute „fast alle Juden die Glaubensartikel“. Dennoch seien „sie keinesfalls mit einem normativen Glaubensbekenntnis, wie es das Christentum kennt, zu vergleichen. Sie fassen lediglich wesentliche Punkte der Glaubenslehre zusammen.“
Eine solche Kodifikation, die im Stile einer „Dogmatik“ verstanden werden konnte, war sehr umstritten. Im Chassidismus findet der Hymnus keinen Gebrauch, da Isaak Luria sich gegen diesen aussprach. Auch Rabbiner Jacob Emden (1697–1776) aus Altona lehnte das Jigdal ab. Seiner Ansicht nach entstehe „der Eindruck, das Judentum hätte nur diese 13 Grundsätze, und ein tiefes Torastudium sei überflüssig.“

## Verfasserschaft
Die Verfasserschaft das Jigdal wird Daniel ben Jehuda Dajan (um 1300) zugeschrieben. Dies ist jedoch nicht völlig gesichert, teilweise wird die poetisierte Fassung auch dessen Zeitgenossen Immanuel ben Salomo von Rom zugeschrieben. Dem Hymnus kommt auch kontroverstheologische Funktion zu. Nach seinem Vorbild wurden mehrere weitere Dichtungen auf der Grundlage von Zusammenstellungen zentraler jüdischer „Glaubensartikel“ vorgenommen.